# Albert de Rethel
Albert de Rethel, né vers 1150 et mort en 1195 à Rome, est prévôt de la cathédrale Saint-Lambert de Liège.

## Biographie
Il est le fils de Ithier de Rethel et Beatrix de Namur et cousin de Baudouin V de Hainaut. Il est d'abord prêtre à la cathédrale Saint-Lambert et en est devient le prévôt en 1180. Il est également prévôt de Saint-Martin et de Saint-Denis.
Son cousin maternel Raoul de Zähringen, prince-évêque de Liège, confie à Albert l'administration du diocèse sous le titre de vice-évêque avant de partir en croisade. En 1191, sur le chemin du retour, Raoul meurt. Lors de l'élection de son successeur le 8 septembre, cinq ou six chanoines votent pour Albert avec le soutien du comte Baudouin V, mais l'autre candidat Albert de Louvain, archidiacre de Brabant, obtient davantage de soutien.
Henri VI, empereur du Saint-Empire, favorise Albert parce qu'il est l'oncle maternel de l'impératrice Constance. Henri et Constance prévoient de soutenir Albert comme évêque de Liège étant donné que le poste est vacant. Cependant, Constance est emprisonnée par des Siciliens après avoir été capturée plus tôt la même année et ne peut donc rien faire pour soutenir son oncle. À la Diète de Worms le 13 janvier 1192, l'empereur nomme son nouveau chancelier impérial Lothaire de Hochstaden, prévôt de l'église Saint-Cassius de Bonn et frère du comte Dietrich de Hochstaden, étant donné que l'élection est en litige. Baudouin V l'accepte et Albert abandonne mais refuse avec indignation un règlement financier offert par l'empereur. La majorité des électeurs liégeois accepte la décision impériale en raison de la menace de l'empereur. Cependant Henri Ier de Brabant, frère d'Albert de Louvain, refuse et obtient le soutien du pape Célestin III en mai. L'impératrice Constance est libérée et revient plus tard dans le Saint Empire romain.
Henri VI soutient Lothaire et Baudouin pour prendre des mesures contre Albert de Louvain, et en novembre, Albert de Louvain est tué par trois chevaliers à Reims. Lothaire est blâmé pour cela et est excommunié, le forçant à abandonner le diocèse de Liège. Simon de Limbourg est élu successeur et reconnu par Henri VI.
En 1194, Albert et Albert de Cuyck se rendent à Rome pour protester contre le résultat de l'élection, car Simon n'a que 16 ans et, en novembre, Célestin III nomme Albert de Cuyck à la place.
Albert est mort et enterré à Rome l'année suivante.
Gilles d'Orval décrit Albert comme impoli, avide, ambitieux, analphabète et injuste. Il n'y a pas d'autre source pour cela. Vita Alberti episcopi Leodiensis décrit Albert comme "stupide et analphabète".